# Gazeta Narodowa Wileńska
Gazeta Narodowa Wileńska – pismo ukazujące się w Wilnie w okresie od 4 maja do 6 sierpnia 1794 roku z rozkazu Rady Najwyższej Rządowej Litewskiej będące organem urzędowym Deputacji Centralnej Wielkiego Księstwa Litewskiego.

## Historia
Pismo po raz pierwszy ukazało się 4 maja 1794 roku z podtytułem: Z rozkazu Najwyższej Rady (do numeru piątego), od numeru szóstego do dwunastego (11 czerwca) Z rozkazu Rady Narodu Litewskiego. Od drugiego numeru z hasłem Virtus non territa monstri. Pismo wydawano w formacie folio 2 razy w tygodniu: w niedzielę i środę. Liczyło 6 stron (z półarkuszowymi dodatkami), a tekst był drukowany w układzie dwuszpaltowym. Ostatni numer ukazał się 6 sierpnia 1794 roku. Redaktorem pisma był pijar ks. Filip Golański, a współpracownikiem ks. Michał Karpowicz.
Od 1 lipca 1794 roku wprowadzono prenumeratę kwartalną pisma. Nie wiemy w ktorej drukarni gazeta była drukowana, jaki był jej nakład i zasięg.